# Marc Duret
Marc Duret, född 28 september 1957 i Nice, Alpes-Maritimes, är en fransk skådespelare.
Duret har bland annat medverkat i filmerna Nikita och Det stora blå. Han har även medverkat i TV-serien Franklin.

## Filmografi (i urval)
- 1988 – Det stora blå
- 1990 – Nikita
- 2024 – Franklin (TV-serie)